# Jugador del Año Europeo de la FIBA
El FIBA Europe Player of the Year Award o Jugador del Año Europeo de la FIBA fue un galardón anual que otorgaba FIBA Europa instaurado en el año 2005, que se concedía al mejor jugador de baloncesto europeo de la temporada. El premio lo votaban tanto aficionados como expertos de 25 países diferentes. 
Tras 10 ediciones, dejó de concederse en 2015.

## Ganadores

### Masculino
| Año  | Jugador              | Nacionalidad | Equipo(s)                            | Resultados    |
| ---- | -------------------- | ------------ | ------------------------------------ | ------------- |
| 2005 | Dirk Nowitzki        | Alemania     | Dallas Mavericks                     |               |
| 2006 | Theodoros Papaloukas | Grecia       | CSKA Moscú                           |               |
| 2007 | Andréi Kirilenko     | Rusia        | Utah Jazz                            |               |
| 2008 | Pau Gasol            | España       | Memphis Grizzlies Los Angeles Lakers |               |
| 2009 | Pau Gasol (2)        | España       | Los Angeles Lakers                   | Votación 2009 |
| 2010 | Miloš Teodosić       | Serbia       | Olympiacos B.C.                      | Votación 2010 |
| 2011 | Dirk Nowitzki (2)    | Alemania     | Dallas Mavericks                     |               |
| 2012 | Andréi Kirilenko     | Rusia        | Minnesota Timberwolves               |               |
| 2013 | Tony Parker          | Francia      | San Antonio Spurs                    |               |
| 2014 | Tony Parker (2)      | Francia      | San Antonio Spurs                    |               |

### Femenino
| Año  | Jugadora               | Nacionalidad    | Equipo(s)                         |
| ---- | ---------------------- | --------------- | --------------------------------- |
| 2005 | Maria Stepanova        | Rusia           | CSKA Samara Phoenix Mercury       |
| 2006 | Maria Stepanova (2)    | Rusia           | CSKA Samara                       |
| 2007 | Anete Jēkabsone-Žogota | Letonia         | Dynamo Moscú                      |
| 2008 | Maria Stepanova (3)    | Rusia           | CSKA Samara                       |
| 2009 | Sandrine Gruda         | Francia         | UMMC Ekaterinburg Connecticut Sun |
| 2010 | Hana Horáková          | República Checa | Fenerbahçe                        |
| 2011 | Alba Torrens           | España          | Perfumerías Avenida Galatasaray   |
| 2012 | Céline Dumerc          | Francia         | CJM Bourges Basket                |
| 2013 | Sancho Lyttle          | España          | Galatasaray                       |
| 2014 | Alba Torrens (2)       | España          | UMMC Ekaterinburg                 |